# Прапор Будапешта
Прапор Будапешта — офіційний муніципальний прапор Будапешта, столиці Угорщини. Сучасний дизайн містить герб міста на білому полі. Верхній та нижній краї прапора зайняті червоними і зеленими рівнобедреними трикутниками, що чергуються. Прийнятий з 15 вересня 2011 року відповідно до декрету Генеральної асамблеї Будапешта.

## Дизайн і символіка
11 трикутників (6 червоних, 5 зелених) на верхньому та нижньому краях охоплюють всю довжину прапора та мають висоту в одну десяту від висоти прапора. Червоний, білий і зелений кольори представляють національні кольори Угорщини,  які містяться на прапорі країни. Кольори, які використовуються на прапорі Угорщини, символізують силу (червоний), вірність (білий) і надію (зелений). Герб, вперше створений у 1873 році,  зображує два замки на червоному полі, причому однобаштовий замок угорі символізує Пешт, а тривежовий замок внизу представляє Буду та Обуду. Два замки розділяє хвиляста біла лінія, що символізує Дунай. Навколо цього щита зліва зображено лев на задніх лапах, а праворуч — міфологічний грифон. На верхній частині щита зображена Свята Корона Угорщини.  Щит становить приблизно одну третину висоти прапора. 

## Галерея

### Історичні прапори Будапешта

Прапор Буди (до 1873)
Прапор Пешта (до 1873)
Запропонований прапор Будапешта (1873)
Запропонований прапор Будапешта (1873)
Прапор Будапешта (1873–1930)
Запропонований прапор Будапешта (1929)
Прапор Будапешта (1930–1949)
Прапор Будапешта (1984–1990)
Прапор Будапешта (1990–2011)
Прапор Будапешта 2011 року
Чинний прапор Будапешта з 2011 року